# Harpiniopsis moiseevi
Harpiniopsis moiseevi is een vlokreeftensoort uit de familie van de Phoxocephalidae. De wetenschappelijke naam van de soort is voor het eerst geldig gepubliceerd in 1953 door Gurjanova.